# Jesús Pinilla i Fornell
Jesús Pinilla i Fornell (Navia, 10 de novembre de 1874—Montpeller, 19 d'abril de 1942) fou advocat, periodista, polític i advocat. Fou membre d'Unió Republicana d'on passa a ser lerrouxista, abandonà el Partit Republicà Radical passant al Partido Reformista, més tard fou un dels fundadors del Bloc Republicà Autonomista i posteriorment del Partit Republicà Català.